# Championnat d'Irlande du Nord de football 2024-2025
Navigation
Édition précédente Édition suivante
Le Championnat d'Irlande du Nord de football 2024-2025 est la 123e édition du Championnat d'Irlande du Nord de football. Le Larne Football Club est le champion en titre, après avoir remporté son 2e championnat la saison précédente.
Le Portadown Football Club est le seul club promu puisque Ballymena United a sauvé sa place dans l'élite en remportant les barrages d'accession/relégation.
Le Linfield Football Club remporte le championnat. Le club de la capitale devance le double tenant du titre le Larne Football Club de 21 points. Larne se qualifie pour la Ligue Conférence. Le vainqueur des barrages de qualification à l'Europe est le Cliftonville Football Club pourtant septième de la saison régulière.
Dungannon Swifts remporte la Coupe d'Irlande du Nord et se qualifie pour le deuxième tour de qualification de la Ligue Conférence.
En bas de tableau, le Loughgall Football Club termine à la dernière place du championnat et clos ainsi sa parenthèse enchantée de deux saisons dans l'élite. Les Carrick Rangers ont facilement remporté le barrage de relégation contre Annagh United et restent en première division.

## Les 12 clubs participants
| \| Belfast · Cliftonville · Linfield · Crusaders · Glentoran Ballymena United Coleraine FC Dungannon Swifts GLV Carrick Rangers Larne FC Loughgall FC POR \| Localisation des clubs engagés dans le championnat. |
| Belfast · Cliftonville · Linfield · Crusaders · Glentoran Ballymena United Coleraine FC Dungannon Swifts GLV Carrick Rangers Larne FC Loughgall FC POR                                                           |

| Club                           | Classement 2023-2024 | Stade           | Capacité | Ville         |
| ------------------------------ | -------------------- | --------------- | -------- | ------------- |
| Larne Football Club            | 1er                  | Inver Park      | 6 000    | Larne         |
| Linfield Football Club         | 2e                   | Windsor Park    | 20 500   | Belfast       |
| Cliftonville Football Club     | 3e                   | Solitude        | 7 200    | Belfast       |
| Crusaders Football Club        | 4e                   | Seaview         | 9 100    | Belfast       |
| Glentoran Football Club        | 5e                   | The Oval        | 15 250   | Belfast       |
| Coleraine Football Club        | 6e                   | The Showgrounds | 6 600    | Coleraine     |
| Carrick Rangers Football Club  | 7e                   | Taylor's Avenue | 6 000    | Carrickfergus |
| Dungannon Swifts Football Club | 8e                   | Stangmore Park  | 3 000    | Dungannon     |
| Glenavon Football Club         | 9e                   | Mourneview Park | 7 300    | Lurgan        |
| Loughgall Football Club        | 10e                  | Lakeview Park   | 3 000    | Loughgall     |
| Ballymena United Football Club | 11e                  | The Showgrounds | 7 500    | Ballymena     |
| Portadown Football Club        | 1er (D2)             | Shamrock Park   | 2 770    | Portadown     |

Légende des couleurs
- Premier tour de qualification de la Ligue des champions 2024-2025
- Deuxième tour de qualification de la Ligue Europa Conférence 2024-2025
- Premier tour de qualification de la Ligue Europa Conférence 2024-2025
- Promu de NIFL Championship

## Compétition

### Avant saison
L'avant saison commence le 5 juillet 2024 avec le Charity Shield nord-irlandais. Ce match, outre un titre de début de saison, sert aussi de préparation aux équipes qui s'apprêtent à disputer la semaine suivante les premiers tours des coupe d'Europe. Larne joue le premier tour de qualification à la Ligue des Champions et Cliftonville le premier tour de la Coupe Conférence. Larne remporte pour la première fois ce trophée en battant son adversaire 2-1 après avoir été mené au score.

### Moments forts de la saison
La saison commence de manière un peu particulière pour le champion en titre, le Larne Football Club. Encore en lice en Coupe d'Europe et toujours en lice pour une participation à la phase de poules de Ligue conférence, le club est exempté de matchs de championnat. Les matchs sont repoussés à une date ultérieure. Larne pointe donc à la onzième place après quatre journées. Larne, au fur et à mesure de l'année compte jusqu'à sept matchs de retard.
Le 11 janvier 2025, Louise Thompson devient la première femme à arbitrer un match de première division masculine en Irlande du Nord. Elle est désignée pour arbitrer la rencontre entre le Crusaders FC et Dungannon Swifts à Seaview. Elle avait déjà arbitré des matchs de deuxième division masculine et des rencontres de Irish Cup et une rencontre du tour préliminaire de la Ligue des champions féminine.
Le 12 février, Linfield bat Larne sur le score de 1 but à 0. Cette victoire donne au leader 20 points d'avance et écarte Larne d'une possibilité de revenir au classement.
Linfield remporte le championnat dès la 32e journée. Profitant d'un match nul entre le Glentoran FC et Larne FC, ils ont suffisanment de points d'avance pour ne plus être rattrapés.
la moyenne de spectateurs par match sur l'ensemble de la saison s'élève à 1 522. Cette moyenne est en baisse par rapport à la saison précédente. De manière surprenante, la baisse la plus importante a été enregistrée par le champion Linfield, qui a attiré 461 supporters de moins par match à domicile qu'il y a un an, l'affluence moyenne des Blues passant de 3 235 à 2 774 personnes.

### Classement
Le classement est établi sur le barème de points classique (victoire à 3 points, match nul à 1, défaite à 0).
Source : Classement officiel sur le site de la NIFL.
| \| Rang \| Équipe \| Pts \| J \| G \| N \| P \| Bp \| Bc \| Diff \| \| ---- \| ------------------ \| --- \| -- \| -- \| -- \| -- \| -- \| -- \| ---- \| \| 1 \| Linfield FC \| 84 \| 38 \| 27 \| 4 \| 7 \| 66 \| 28 \| +38 \| \| 2 \| Larne FC T S \| 63 \| 38 \| 17 \| 12 \| 9 \| 45 \| 33 \| +12 \| \| 3 \| Glentoran FC \| 61 \| 38 \| 17 \| 10 \| 10 \| 49 \| 37 \| +12 \| \| 4 \| Dungannon Swifts C \| 57 \| 38 \| 17 \| 6 \| 15 \| 51 \| 47 \| +4 \| \| 5 \| Coleraine FC \| 55 \| 38 \| 15 \| 10 \| 13 \| 55 \| 50 \| +5 \| \| 6 \| Crusaders FC \| 54 \| 38 \| 16 \| 6 \| 16 \| 47 \| 53 \| -6 \| \| \| \| \| \| \| \| \| \| \| \| \| 7 \| Cliftonville FC L \| 56 \| 38 \| 16 \| 10 \| 14 \| 54 \| 40 \| +14 \| \| 8 \| Portadown FC P \| 56 \| 38 \| 16 \| 8 \| 16 \| 48 \| 45 \| +3 \| \| 9 \| Ballymena United \| 47 \| 38 \| 14 \| 5 \| 19 \| 47 \| 54 \| -7 \| \| 10 \| Glenavon FC \| 46 \| 38 \| 12 \| 10 \| 16 \| 42 \| 47 \| -5 \| \| 11 \| Carrick Rangers \| 32 \| 38 \| 7 \| 11 \| 20 \| 32 \| 59 \| -27 \| \| 12 \| Loughgall FC \| 23 \| 38 \| 5 \| 8 \| 25 \| 35 \| 81 \| -46 \| | Qualifications européennes Ligue des champions 2025-2026 - 1er : premier tour de qualification Ligue Conférence 2025-2026 - C : deuxième tour de qualification - 2e : premier tour de qualification - 3e au 6e : Barrage pour le premier tour de qualification Relégation en deuxième division - 11e : barrages de relégation - 12e : relégation Abréviations T : Tenant du titre P : Promu de deuxième division C : Vainqueur de la Coupe d'Irlande du Nord 2024-25 L : Vainqueur de la Coupe de la Ligue d'Irlande du Nord 2024-2025 S : Vainqueur de la Supercoupe d'Irlande du Nord 2024 |     |    |    |    |    |    |    |      |
| Rang | Équipe | Pts | J  | G  | N  | P  | Bp | Bc | Diff |
| 1 | Linfield FC | 84  | 38 | 27 | 4  | 7  | 66 | 28 | +38  |
| 2 | Larne FC T S | 63  | 38 | 17 | 12 | 9  | 45 | 33 | +12  |
| 3 | Glentoran FC | 61  | 38 | 17 | 10 | 10 | 49 | 37 | +12  |
| 4 | Dungannon Swifts C | 57  | 38 | 17 | 6  | 15 | 51 | 47 | +4   |
| 5 | Coleraine FC | 55  | 38 | 15 | 10 | 13 | 55 | 50 | +5   |
| 6 | Crusaders FC | 54  | 38 | 16 | 6  | 16 | 47 | 53 | -6   |
| | |     |    |    |    |    |    |    |      |
| 7 | Cliftonville FC L | 56  | 38 | 16 | 10 | 14 | 54 | 40 | +14  |
| 8 | Portadown FC P | 56  | 38 | 16 | 8  | 16 | 48 | 45 | +3   |
| 9 | Ballymena United | 47  | 38 | 14 | 5  | 19 | 47 | 54 | -7   |
| 10 | Glenavon FC | 46  | 38 | 12 | 10 | 16 | 42 | 47 | -5   |
| 11 | Carrick Rangers | 32  | 38 | 7  | 11 | 20 | 32 | 59 | -27  |
| 12 | Loughgall FC | 23  | 38 | 5  | 8  | 25 | 35 | 81 | -46  |

### Résultats
| Résultats (▼dom., ►ext.)                                   | BLY | CAR | CLF | COL | CRU | DUN | GNV | GLN | LAR | LIN | LOU | POR |
| Ballymena United                                           |     | 1-2 | 3-2 | 0-1 | 0-1 | 0-1 | 3-1 | 1-0 | 1-2 | 0-2 | 4-1 | 0-3 |
| Carrick Rangers                                            | 1-4 |     | 2-0 | 2-1 | 3-0 | 0-1 | 2-0 | 2-3 | 1-2 | 1-3 | 0-0 | 0-1 |
| Cliftonville FC                                            | 0-1 | 3-0 |     | 2-1 | 1-0 | 1-0 | 0-0 | 1-2 | 1-3 | 0-0 | 4-0 | 1-0 |
| Coleraine FC                                               | 4-2 | 3-1 | 0-0 |     | 1-2 | 4-1 | 0-2 | 2-1 | 1-1 | 0-3 | 2-0 | 2-0 |
| Crusaders FC                                               | 1-0 | 2-1 | 1-1 | 2-1 |     | 2-2 | 0-1 | 1-3 | 1-3 | 2-3 | 3-1 | 0-3 |
| Dungannon Swifts                                           | 1-0 | 4-0 | 1-4 | 1-1 | 1-0 |     | 2-0 | 1-0 | 0-1 | 0-1 | 1-3 | 2-0 |
| Glenavon FC                                                | 0-1 | 1-1 | 1-2 | 3-3 | 3-1 | 1-1 |     | 0-3 | 0-0 | 0-3 | 2-2 | 2-1 |
| Glentoran FC                                               | 1-0 | 1-1 | 1-0 | 0-0 | 0-1 | 2-0 | 0-0 |     | 0-2 | 1-0 | 2-0 | 0-2 |
| Larne FC                                                   | 0-1 | 0-0 | 1-1 | 2-1 | 1-1 | 0-3 | 1-1 | 2-0 |     | 0-1 | 2-0 | 1-1 |
| Linfield FC                                                | 2-0 | 1-0 | 1-2 | 3-0 | 2-1 | 3-1 | 1-0 | 1-3 | 0-1 |     | 5-1 | 2-1 |
| Loughgall FC                                               | 2-3 | 3-0 | 1-5 | 0-4 | 0-4 | 0-2 | 3-0 | 2-2 | 1-4 | 1-3 |     | 2-2 |
| Portadown FC                                               | 0-1 | 1-1 | 2-0 | 2-2 | 1-0 | 2-1 | 1-0 | 1-2 | 2-1 | 2-2 | 1-0 |     |
| - Victoire à domicile - Match nul - Victoire à l'extérieur |     |     |     |     |     |     |     |     |     |     |     |     |

| Résultats (▼dom., ►ext.)                                   | BLY | CAR | CLF | COL | CRU | DUN | GNV | GLN | LAR | LIN | LOU | POR |
| Ballymena United                                           |     |     | 1-0 |     |     |     | 0-2 | 1-1 |     | 2-2 |     | 2-0 |
| Carrick Rangers                                            | 0-0 |     |     | 0-1 | 0-0 |     |     | 0-0 | 1-0 |     | 0-0 |     |
| Cliftonville FC                                            |     | 3-0 |     |     |     | 0-2 |     | 2-0 |     |     | 2-0 | 2-2 |
| Coleraine FC                                               | 2-2 |     | 2-2 |     | 0-2 |     |     | 1-2 |     |     |     | 1-0 |
| Crusaders FC                                               | 3-1 |     | 2-0 |     |     |     |     |     |     | 0-2 | 1-1 | 3-2 |
| Dungannon Swifts                                           | 0-3 | 3-1 |     | 1-1 |     |     | 2-3 |     |     | 0-3 | 2-1 |     |
| Glenavon FC                                                |     | 2-1 | 3-1 | 0-1 | 0-1 |     |     |     | 0-1 |     |     | 2-0 |
| Glentoran FC                                               |     |     |     |     | 0-1 | 1-0 | 3-3 |     | 2-2 | 0-0 |     |     |
| Larne FC                                                   | 2-1 |     | 2-0 | 1-1 | 0-1 | 0-1 |     |     |     |     |     |     |
| Linfield FC                                                |     | 3-0 | 2-1 | 0-2 |     |     | 2-0 |     | 1-0 |     | 1-0 |     |
| Loughgall FC                                               | 2-1 |     |     | 1-3 |     | 0-2 | 1-2 | 0-1 |     |     |     | 0-1 |
| Portadown FC                                               |     | 1-0 |     |     |     | 1-1 |     | 0-2 | 2-0 | 1-3 |     |     |
| - Victoire à domicile - Match nul - Victoire à l'extérieur |     |     |     |     |     |     |     |     |     |     |     |     |

Troisième partie de la saison
| Résultats (▼dom., ►ext.)                                   | COL | CRU | DUN | GLN | LAR | LIN |
| Coleraine FC                                               |     |     | 3-2 |     | 1-2 | 1-0 |
| Crusaders FC                                               | 3-0 |     |     | 0-4 | 2-2 |     |
| Dungannon Swifts                                           |     | 1-0 |     | 3-2 | 1-1 |     |
| Glentoran FC                                               | 2-1 |     |     |     |     |     |
| Larne FC                                                   |     |     |     | 0-0 |     | 2-1 |
| Linfield FC                                                |     | 3-1 | 2-0 | 2-1 |     |     |
| - Victoire à domicile - Match nul - Victoire à l'extérieur |     |     |     |     |     |     |

| Résultats (▼dom., ►ext.)                                   | BLY | CAR | CLF | GNV | LOU | POR |
| Ballymena United                                           |     | 1-1 |     |     | 5-2 |     |
| Carrick Rangers                                            |     |     | 1-3 | 0-4 |     | 4-1 |
| Cliftonville FC                                            | 5-0 |     |     | 2-0 |     |     |
| Glenavon FC                                                | 2-0 |     |     |     | 0-1 |     |
| Loughgall FC                                               |     | 2-2 | 0-0 |     |     |     |
| Portadown FC                                               | 2-1 |     | 2-0 | 1-1 | 3-1 |     |
| - Victoire à domicile - Match nul - Victoire à l'extérieur |     |     |     |     |     |     |

### Barrages pour la Ligue Europa Conférence
L'organisation des barrages de qualification à la Ligue Conférence est tributaire du résultat de la coupe d'Irlande du Nord. En effet la finale oppose le Cliftonville FC aux Dungannon Swifts. Le vainqueur du match est qualifié directement pour la coupe d'Europe. le vaincu rejoindra donc les clubs restant classés entre la troisième et la septième place, soit Glentoran FC, Coleraine FC, Crusaders FC. Les deux clubs les mieux classés jouent leur rencontre à domicile.

#### Demi-finale
| 7 mai 2025 | Glentoran FC 3e | 0 - 2 | Cliftonville FC 7e                   | The Oval, Belfast |  |
| 19!45      |                 | (0-0) | Jack Keaney 87e · Eric McWoods 90+3e |                   |  |

| 7 mai 2025 | Coleraine FC 5e   | 1 - 0 | Crusaders FC 6e | The Showgrounds, Coleraine |  |
| 19:45      | Declan McManus 3e | (1-0) |                 |                            |  |

#### Finale
Une semaine après avoir perdu la finale de la Coupe, le Cliftonville Football Club bat successivement deux équipes mieux placées que lui en championnat pour se qualifier en Ligue Conférence.
| 11 mai 2024 | Coleraine FC | 0 - 2 | Cliftonville FC                  | The Showgrounds, Coleraine |  |
| 14:00       |              | (0-1) | Rory Hale 31e · Alex Piesold 66e |                            |  |

### Barrages de promotion/relégation
Les barrages entre Premiership et Championship opposent le onzième de la première division et le deuxième de la deuxième division. 
| Match aller   | Annagh United                      | 2 - 5 | Carrick Rangers                                  | BMG Arena, Portadown |  |
| 29 avril 2025 | Lee Upton 49e · Craig Taylor 90+6e | (0-4) | Daniel Gibson 11e 30e 40e · Paul Heatley 17e 59e |                      |  |

| Match retour | Carrick Rangers                          | 3 - 1 | Annagh United    | Loughview Leisure Arena, Carrickfergus |  |
| 2 mai 2025   | Paul Heatley 15e 84e · Daniel Gibson 52e | (1-0) | James Convie 41e |                                        |  |

## Statistiques

### Classement des buteurs
| Rang | Nom                 | Équipe           | Buts |
| ---- | ------------------- | ---------------- | ---- |
| 1    | Matthew Shevlin     | Coleraine FC     | 20   |
| 2    | Joel Cooper         | Linfield FC      | 19   |
| 3    | Joe Gormley         | Cliftonville FC  | 18   |
| 4    | Ben Kennedy         | Ballymena United | 13   |
| 5    | Kieran Offord       | Crusaders        | 11   |
| 6    | Matthew Fitzpatrick | Linfield FC      | 11   |
| 7    | Andy Ryan           | Larne FC         | 10   |

- Tous nord-irlandais sauf mention contraire

## Bilan de la saison
| Championnat d'Irlande du Nord de football 2024-2025                       |                                    |
| Champion                                                                  | Linfield Football Club (57e titre) |
| Dauphin                                                                   | Larne Football Club                |
| Coupes et trophées                                                        |                                    |
| Vainqueur de la Coupe d'Irlande du Nord 2024-2025                         | Dungannon Swifts                   |
| Vainqueur de la Coupe de la Ligue d'Irlande du Nord de football 2024-2025 | Cliftonville Football Club         |
| Vainqueur de la Supercoupe d'Irlande du Nord de football 2024             | Larne Football Club                |
| Qualifications continentales                                              |                                    |
| Ligue des champions de l'UEFA 2025-2026                                   | Linfield Football Club             |
| Ligue Conférence 2025-2026                                                | Dungannon Swifts                   |
| Ligue Conférence 2025-2026                                                | Larne Football Club                |
| Ligue Conférence 2025-2026                                                | Cliftonville Football Club         |
| Promotions et relégations                                                 |                                    |
| Promus en NIFL Premiership                                                | Bangor Football Club               |
| Relégués en NIFL Championship                                             | Loughgall Football Club            |